# Mitsuo Kamata
Mitsuo Kamata (jap. 鎌田 光夫, Kamata Mitsuo; * 16. Dezember 1937 in Hitachi, Präfektur Ibaraki) ist ein ehemaliger japanischer Fußballspieler.

## Nationalmannschaft
1958 debütierte Kamata für die japanische Fußballnationalmannschaft. Kamata bestritt 44 Länderspiele und erzielte dabei zwei Tore. Mit der japanischen Nationalmannschaft qualifizierte er sich erfolgreich für die Olympischen Spiele 1964 und 1968. Bei den Olympischen Spielen 1968 konnte Japan die Bronzemedaille gewinnen.

## Errungene Titel

### Mit der Nationalmannschaft
- Olympische Sommerspiele 1968: Bronzemedaille

### Mit seinen Vereinen
- Kaiserpokal: 1957, 1960, 1961, 1964

## Persönliche Auszeichnungen
- Japan Soccer League Best Eleven: 1967, 1968, 1969